# Dürener Badesee
Der Dürener Badesee liegt auf dem Gebiet der Stadt Düren zwischen den Stadtteilen Gürzenich, Derichsweiler und Mariaweiler in Nordrhein-Westfalen.
In früherer Zeit wurde der Bereich als Tagebau Düren bezeichnet, denn der Badesee ist das mit Kies aufgefüllte Restloch eines Braunkohletagebaus, dem Tagebau Düren, in dem vom 27. Mai 1941 bis zum 28. Februar 1956 (unterbrochen durch den Zweiten Weltkrieg) Braunkohle abgebaut wurde.
Der See ist maximal 11 m tief und hat eine Wasseroberfläche von 350.000 m². 35.000 m² sind als Freibad mit Badebrücken und Gastronomie ausgebaut. Das Bad hat eine Kapazität von 10.000 Besuchern.
Der restliche See steht den Sportanglern und Tauchern zur Verfügung. Im See finden sich Rotfedern, Aale, Flussbarsche und hin und wieder Hechte, Zander und Welse. Darüber hinaus finden sich noch Karpfen aller Arten sowie Rotaugen, Forellen und diverse Weißfischarten.
Der Badesee wird auch als Dürener Adria oder Gürzenicher See bezeichnet. Er ist auch Ort für die unterschiedlichsten sportlichen und kulturellen Veranstaltungen wie DJ-Events, Sportveranstaltungen, Konzerte, Motto-Feten usw. 
Am See stehen Grillboote bereit. Am 16. Juni 2014 wurde vom Betreiber Dürener Servicebetrieb eine Sechs-Mast-Wasserski-Anlage eingeweiht. Die 164 m lange Strecke kostete 100.000 Euro.
Weitere Seen in der näheren Umgebung sind der Echtzer See, der Lucherberger See und der Blausteinsee.